# Гомес, Абель
Абель Гомес Морено (исп. Abel Gómez Moreno; 20 февраля 1982, Севилья) — испанский футболист, полузащитник, футбольный тренер.

## Карьера
Абель прошёл через все молодёжные команды «Севильи». За «Севилью Б» он дебютировал в 2000 году и играл в её составе до конца сезона 2003/04, всего проведя 96 встреч. Затем игрок перешёл во вторую команду «Малаги». В сезоне 2005/06 его команда вылетела, а полузащитник ушёл в «Реал Мурсию», с которым поднялся в Примеру и вылетел из неё. Первую половину сезона 2008/09 он провёл в румынском клубе «Стяуа», но провёл всего две встречи и поэтому перешёл в «Херес» во время зимнего трансферного окна. С этой командой он выиграл Сегунду, но через сезон «Херес» туда вернулся, а Абель перешёл в «Гранаду», с которой тоже вышел в Примеру.

## Достижения
- Победитель Сегунды (1): 2008/09
- Обладатель кубка Антонио Пуэрты (1): 2010